# Дакка (зіла)
Дакка (бенг. ঢাকা জেলা, Dhaka jela) — район у центральній частині Бангладеш і є найбільш густонаселеним районом країни. Входить до складу відділу Дакка. Дакка, столиця Бангладеш, лежить на східних берегах річки Буріганга, яка тече з Турагу в південну частину округу. У той час як Дакка (міська корпорація) займає лише близько п'ятої частини території району Дакка, вона є економічним, політичним і культурним центром району та країни в цілому. Округ Дакка складається з Дакки, Кераніганджа, Набабганджу, Дохара, Савара та Дхамраї упазіла. Район Дакка є адміністративним утворенням, і, як і багато інших міст, він не охоплює сучасну агломерацію, якою є Велика Дакка, яка розлилася на сусідні райони, а також агломерація не охоплює весь округ, оскільки в районі є сільські райони.

## Географія

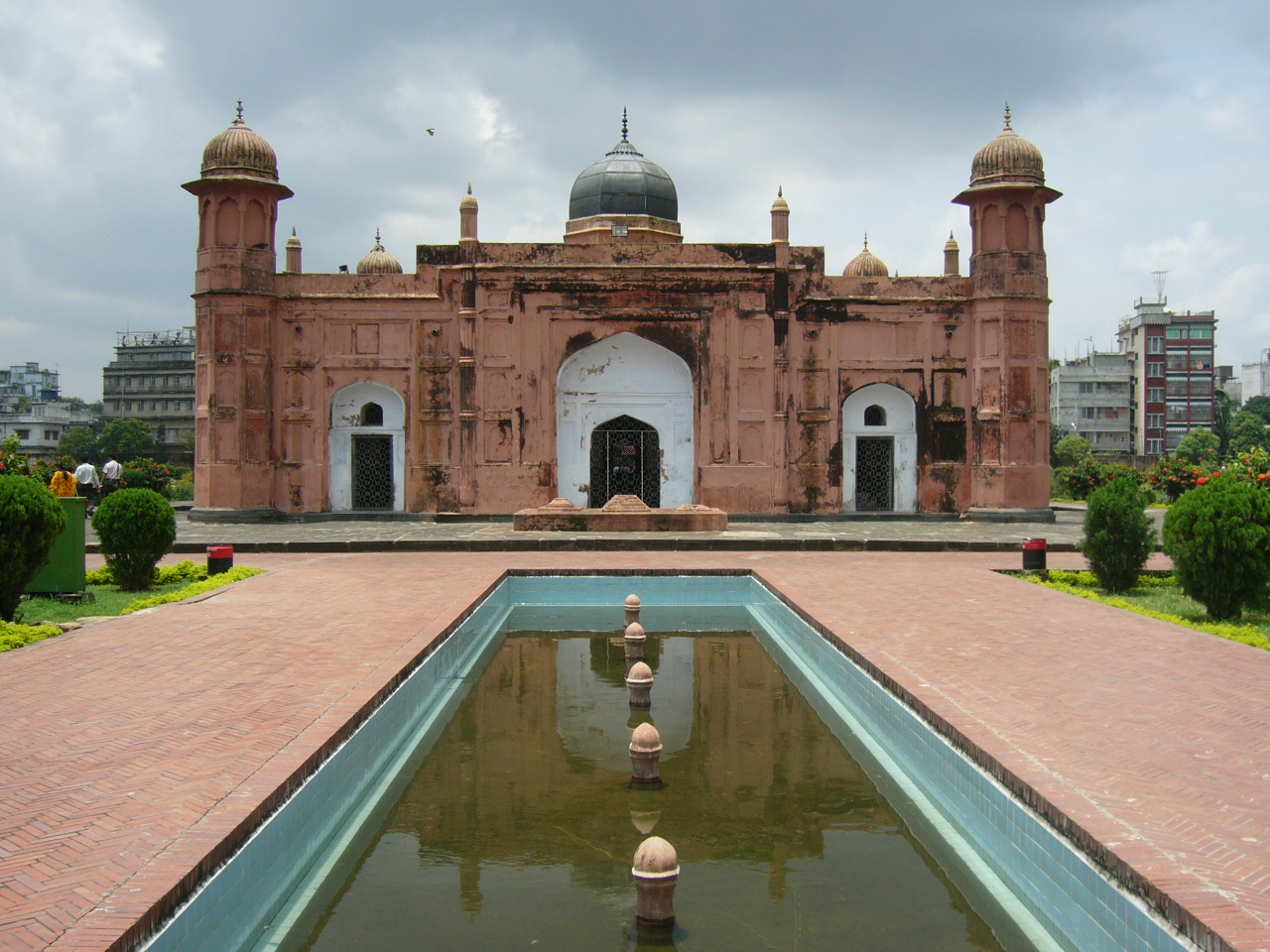
Форт Лалбаг був розроблений Шайста Ханом.

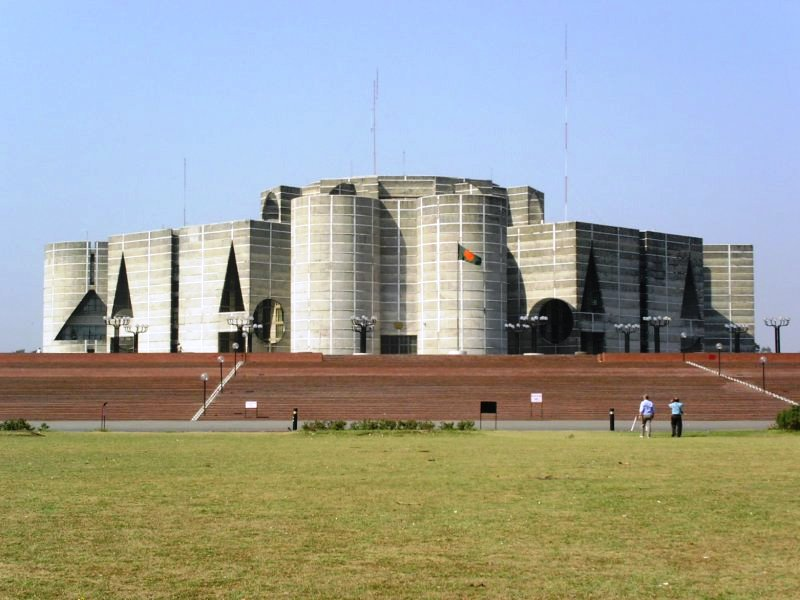
Джатійо Сангшад Бхабан розміщує національний парламент.

Район Дакка межує з Газіпуром і Тангаїлом на півночі, Муншіганджем і Раджбарі на півдні, Нараянганджем на сході та Манікганджем на заході. Основними річками, що протікають через цей район, є Падма, Каліганга, Далешварі, Ічаматі, Шиталакшя, Буріганга та численні менші річки, включаючи Бангші, Тураг, Балу, Еламджані, Алам, Бгеруджкха, Рамкрішнаді, Елісамарі, Тулсіхалі. Основні озера («бели») включають Белай, Салдахер, Лабандахер, Чурейн, Дамшаран і Кіранджір Біл. Середньорічна температура по району максимальна 34,5 °C, мінімум 11,5 °C; середньорічна кількість опадів 1931 мм.

## Історія
Адміністративний район Дакка вперше був створений у 1772 році, але існування урбанізованих поселень у районі, який зараз є містом Дакка – датується 7 ст. Сучасний Савар був столицею королівства Санбагх у сьомому та восьмому століттях. Територія міста Дакка була під владою буддистського королівства Камарупа та імперії Пала до переходу під контроль індуїстської династії Сена в 9 столітті. Багато хто вважає, що назва міста була отримана після заснування храму богині Дакешварі Баллалом Сеною в 12 столітті. Приблизно в той період Дакка та її околиці були ідентифіковані як Бенгалла. Саме місто складалося з кількох ринкових центрів, таких як Лакшмі Базар, Шанхарі Базар, Танті Базар, Патуатулі, Кумартулі, Баніа Нагар і Гоал Нагар. Після династії Сена Даккою послідовно правили турецькі та афганські губернатори, що походили з Делійського султанату до приходу Великих Моголів у 1608 році.

## Адміністрація
- Адміністратор Паришад: пан Махбубур Рахман[3]
- Заступник комісара (DC): Шахідул Іслам[4]

## Адміністративно-територіальний поділ
Округ не охоплює всі частини Великої Дакки, а Велика Дакка не включає всі частини округу, що включає сільські райони. Район складається з 49 упазіл/тана, 86 спілок, 974 мауз, 1999 сіл, 2 міських корпорацій, 129 міських округів, 855 міських махал, 3 паурашав, 27 районів і 133 махал.
П'ять упазіл в районі Дакка:
- Дхармі Упазіла, приміські та сільські
- Дохар Упазіла, приміські та сільські
- Керанігандж Упазіла, приміські
- Навабгандж Упазіла, приміські та сільські
- Савар Упазіла, приміські

Муніципальна територія міста Дакка знаходиться під юрисдикцією Dhaka North City Corporation і Dhaka South City Corporation; в адміністративних цілях муніципальна територія поділена на 92 райони. Tejgaon Development Circle об'єднано з двома міськими корпораціями.